# Triumfetta socorrensis
Triumfetta socorrensis là một loài thực vật có hoa trong họ Cẩm quỳ. Loài này được Brandegee miêu tả khoa học đầu tiên năm 1899.